# Fluttermühle

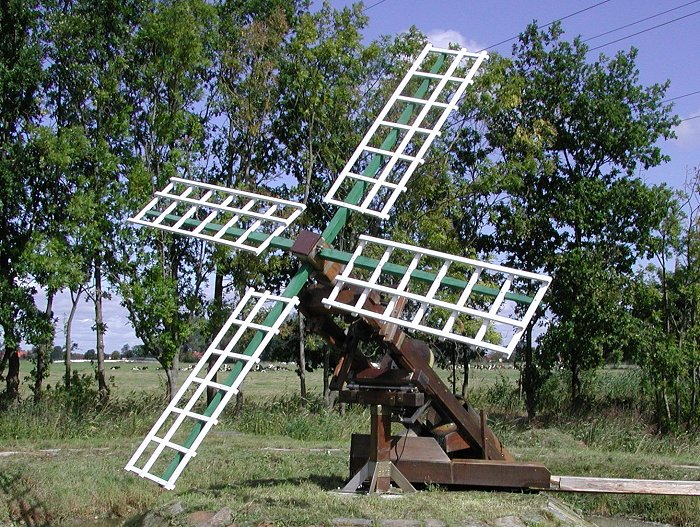
Fluttermühle bei der „Moorseer Mühle“ in Nordenham

Die Fluttermühle oder der Flutter, abgeleitet von fries. fletta = bewegen (ndl. tjasker), ist die einfachste und kleinste Bauart einer Windmühle und dient dem vertikalen Wassertransport und der Entwässerung.

## Geschichte
Die Mühle wurde im 16. Jahrhundert in Holland erfunden, diente dort zur Einpolderung und in Ostfriesland zur Entwässerung von Feuchtgebieten und war bis in die Mitte des 20. Jahrhunderts, durch moderne Pumpwerke verdrängt, beinahe verschwunden. Heute existieren in Norddeutschland wieder eine Handvoll in Museen und im Einsatz zur Wiederbefeuchtung von Biotopen. In Nordholland stehen noch 14 dieser Mühlen, elf in Friesland.

## Technik
Im Wesentlichen besteht der Flutter aus einer Archimedischen Schraube und einem kleineren Windflügelkreuz (1,5–7 m Durchmesser) mit Brett- oder Segelgatterflügeln (siehe dort). Dieses sitzt unmittelbar am oberen Ende der Archimedischen Schraube; direkt am Wellkopf hinter den Flügeln stützt ein kleiner Bock unter einem Winkel von um die 30 ° das gesamte Gerät. Das untere Ende der Archimedischen Schraube ragt in den Wassergraben, aus dem das Wasser gehoben und nach außen geleitet werden soll. Sie wird von Hand in den Wind gedreht. Weil sie klein und leicht waren, ließen sich diese Mühlen einfach versetzen, wenn das Wasser aus dem Graben abgepumpt oder in einer Region die Entwässerung nicht mehr nötig war. Heute würde man den Förderbereich als Mantelrohrschneckenpumpe bezeichnen, denn der bei Schneckenpumpen übliche Trog wird hier durch ein Mantelrohr ersetzt, das fest auf der Helix befestigt ist und der Rotation folgt.

## Verbreitung
Diese Mühlen kamen besonders häufig in den Niederungen in Ostfriesland und in den Niederlanden (Provinzen Nordholland und Friesland) vor.

### Deutschland
In Deutschland stehen Flutter heute in Riepe, Bedekaspel, Weenermoor und in Lütjegaste in Ostfriesland sowie in Moorsee im Landkreis Wesermarsch. Der Nachbau einer Fluttermühle wird im Dorfmuseum Münkeboe ausgestellt.

### Niederlande
In den Niederlanden sind Tjasker noch in den Polderregionen verbreitet.

### Dänemark
Auf dem Gebiet der Gemeinde Ballum im äußersten Südwesten Dänemarks befinden sich nördlich der Brede Å in der Nähe des Römdammes in der Museumsanlage „Møllekilen“ zwei Pumpmühlen. Diese wurden 1842 nach holländischem Vorbild errichtet. In dänischen Beschreibungen fehlt zwar eine weitere Spezifizierung des Mühlentyps, aber die beiden zu besichtigenden Mühlen entsprechen den oben im Hinblick auf niederländische Tjasker und deutsche Fluttermühlen gemachten Angaben.

## Galerie

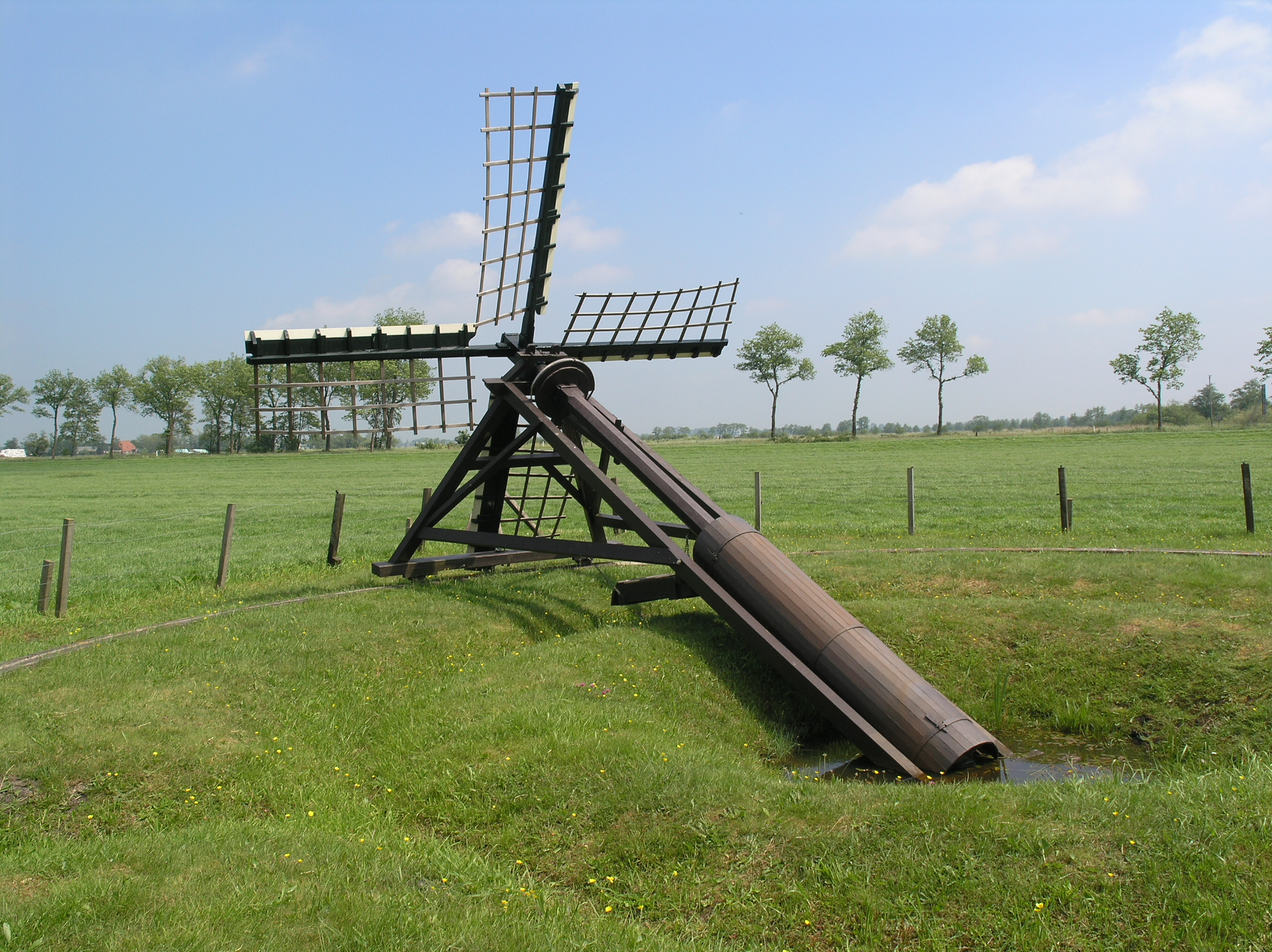
Augustinusga (Friesland, Niederlande)
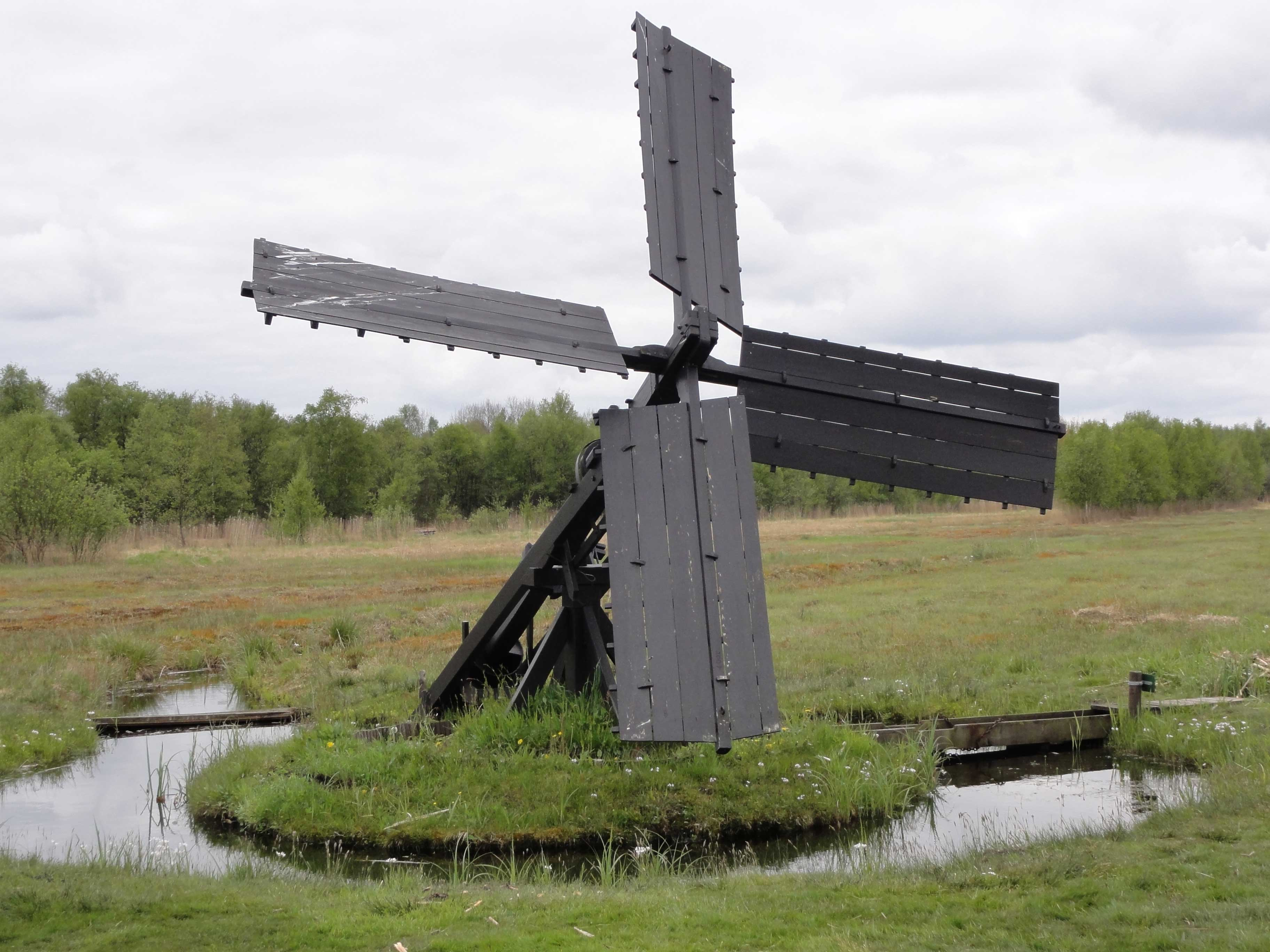
Kalenberg (Overijssel, Niederlande)
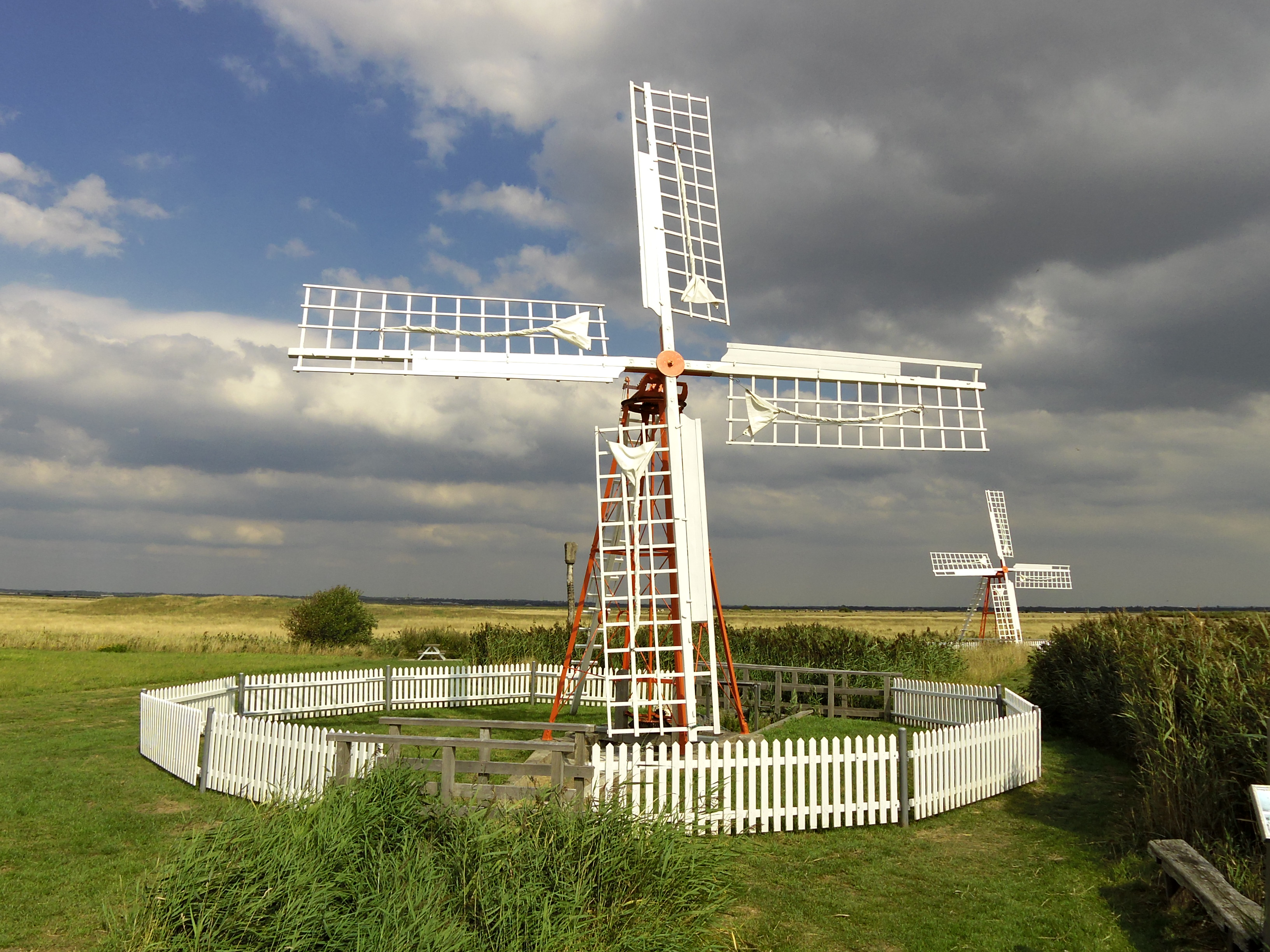
Pumpmühlen (Südjütland, Dänemark)
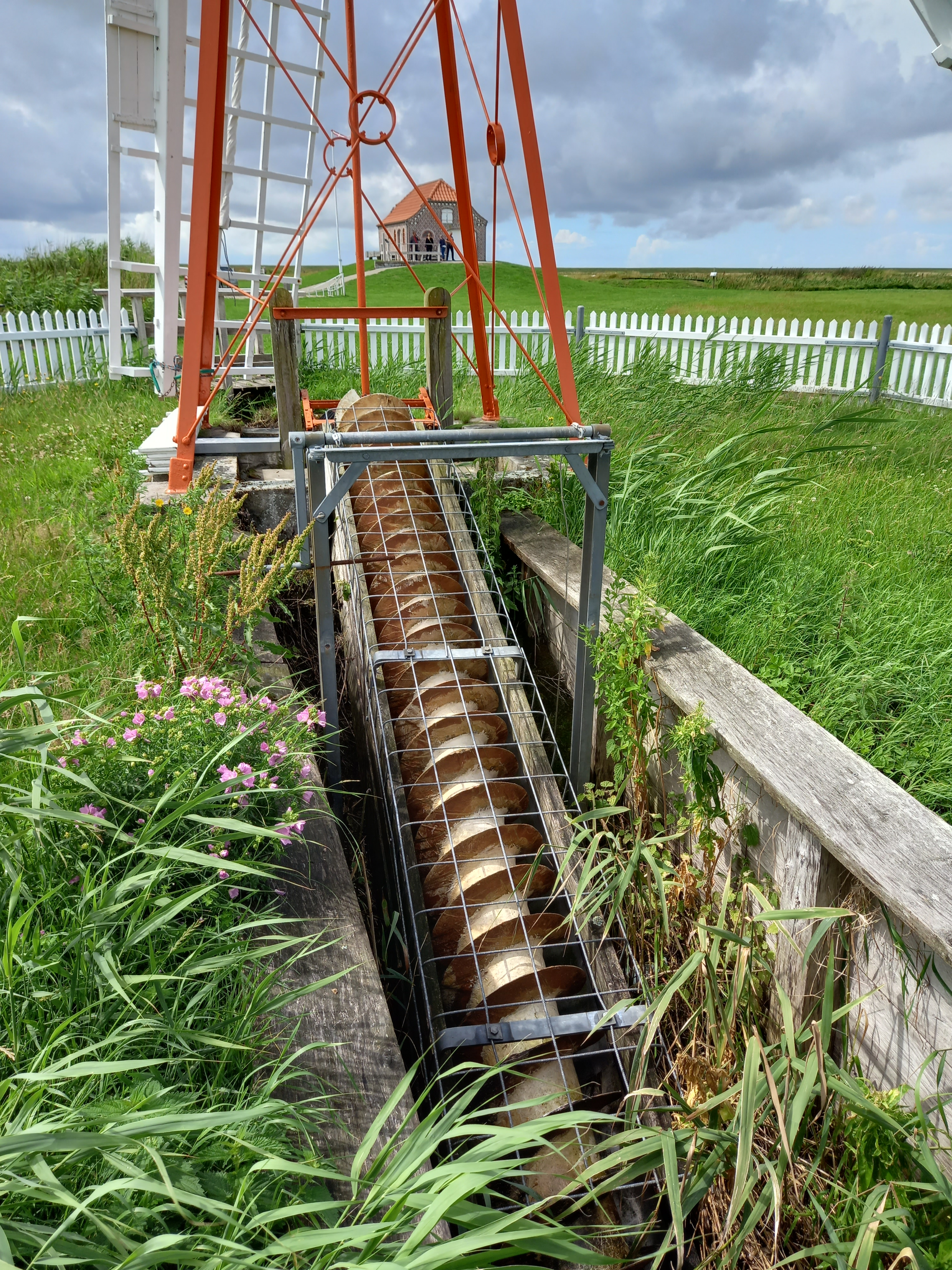
Pumpmühle Detail: Archimedische Schraube